# Klangsynthese

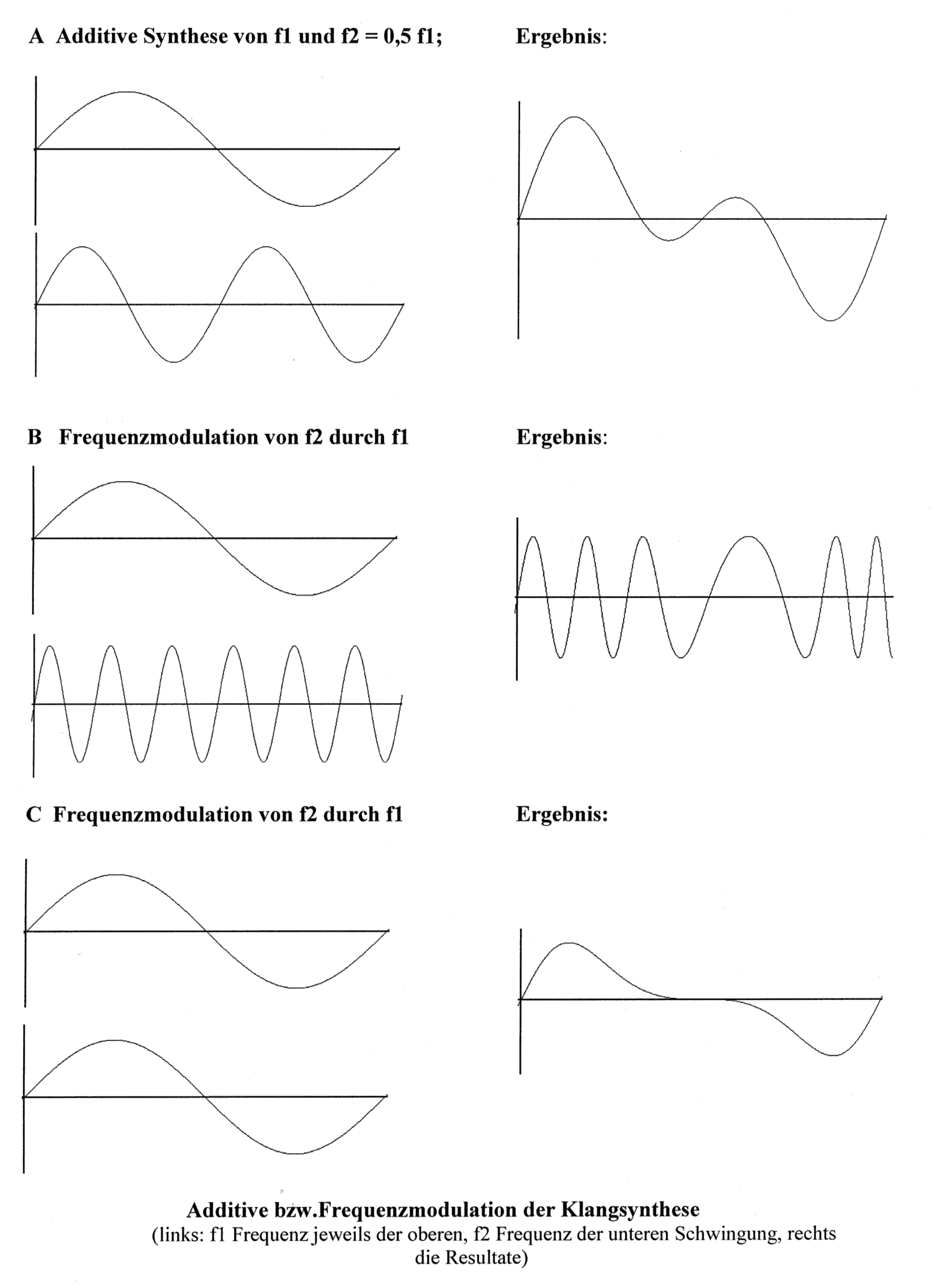
Klangsynthese aus zwei Frequenzen

Die Klangsynthese ist eine Methode zur Herstellung künstlicher oder Abwandlung natürlicher Klänge. Mit der fortschreitenden Entwicklung der Elektronik und der Digitaltechnik wurden Verfahren der Klangsynthese zunehmend flexibler und leistungsfähiger.

## Subtraktive Synthese
Bei der subtraktiven Synthese wird ein obertonreicher Klang durch Filter so bearbeitet wird, dass bestimmte Frequenzen entfernt werden, um den gewünschten Sound zu formen.

## Additive Klangsynthese
Bei der additiven Klangsynthese werden komplexe Klänge erzeugt, indem viele einfache Sinustöne mit unterschiedlichen Frequenzen, Amplituden und Phasen addiert werden.
Ein Klang erweist sich auf dem Bildschirm eines Oszillografen als periodische, nicht sinusförmige Kurve (so z. B. rechtes Bild der Abb. A). Wie Jean Baptiste Fourier festgestellt hat, kann jede periodisch verlaufende Schwingung als Überlagerung von sinusförmigen Kurven (verschiedenster Frequenz und Amplitude) aufgefasst werden. Dies ergibt die Möglichkeit, Klänge (periodische Kurven) durch Addition einzelner Töne (schlichte Sinuskurven) zusammenzusetzen (Klangsynthese). Durch Auswahl und Variation z. B. der Amplitude der einzelnen Komponenten ergibt sich eine Vielzahl von verschiedenen Klängen (Additive Synthese) (vgl. Abb. A).
Da sich jedoch z. B. der Klang einer auf dem Klavier angeschlagenen Saite während seiner Dauer ändert, reicht diese einfache Klangsynthese zur Erzeugung eines echten Klavierklanges nicht aus. Ganz wesentlich hierfür erweist sich u. a. der Einschwingvorgang. Darüber hinaus trägt farbiges Rauschen, das aus unzähligen Teilschwingungen mit einem Frequenzmaximum besteht, in besonderem Maße zum Klang bei.
Eine wichtige Charakteristik sind die zeitlichen Differenzen beim Auf- und Abbau von Obertönen; jeder einzelne Oberton besitzt gewissermaßen seine eigene komplexe Hüllkurve. Bei Zugriegelorgeln bleibt die Realisierung des additiven Syntheseprinzips auf das kontrollierte Hinzufügen und Reduzieren einiger in festen Intervallen zum Grundton gestimmten sinusförmigen Oberwellen beschränkt (meist weniger als zehn). Daher ist hier nur eine stark eingeschränkte Hüllkurvenbeeinflussung möglich.
Die Schnelle Fourier-Transformation erreichte hier durch mehrere kleinere Computersysteme eine Reduzierung des Speicherplatzbedarfs. Für eine vollwertige additive Synthese ist die separate Beeinflussung der einzelnen Hüllkurven notwendig. Ob eine gemeinsame Hüllkurve für alle Obertöne, oder die einzelne Programmierung für mehrere Obertöne eines Klanges – die Klangergebnisse unterscheiden sich deutlich in der Qualität. Hüllkurven-Kopierfunktionen können hier Hilfe leisten.

## Synthese durch Frequenzmodulation
Ändert sich die Frequenz f eines Tones periodisch, so bezeichnet man diese Tonhöhenschwankungen als Vibrato. Man sagt, der Ton sei frequenzmoduliert (vgl. Abb. B). Nähern sich Trägerfrequenz und Modulationsfrequenz (siehe Abb. C), so ergeben schon wenige Wellenformen, z. B. die beiden in der Abb. C, reiche Resultate. Diese FM-Synthese ist einerseits weniger aufwändig als die additive Klangsynthese und außerdem eine flexiblere Technik, weil Träger- und Modulationsschwingungen jedwede Form (nicht bloß Sinusschwingungen) annehmen dürfen und sich so völlig neue Klänge synthetisieren lassen.

## Synthese durch Amplitudenmodulation
Beim Analogsynthesizer ist es möglich, die Stärke der Modulationsspannung sowie deren Frequenz zu verändern. Dazu wird i. d. R. der Modulationsoszillator LFO verwendet. Die untere Grenze seines Frequenzbereiches beginnt außerhalb der menschlichen Hörfläche (etwa bei 0,01 Hz). Moduliert man die Lautstärke eines Klanges im VCA mit einer LFO-Frequenz, die innerhalb des Bereiches von 0,01 bis 16 Hz ansteigt, so erfährt dieser Klang in Abhängigkeit von Modulationsfrequenz und -stärke zunehmende rhythmische Veränderungen. Der bekannte Tremolo-Effekt steigert sich bis zu einer eigentümlichen Rauheit des Klanges; man spricht hier von subauditiver Steuerung. Erst durch die Erhöhung der LFO-Frequenz in den menschlichen Hörbereich entsteht ein stationärer Klang.

## Wellenform-Synthese
Den Ausgangspunkt der Wellenform-Synthese bildet eine Sinuswelle, deren Amplitude von einem Hüllkurvengenerator kontrolliert wird. Diese Welle passiert eine Baugruppe, die als nichtlinearer Prozessor (englisch waveshaper) bezeichnet wird. Der Prozessor formt dabei die obertonlose Sinuswelle in ein Klangsignal mit wechselndem Obertonanteil um.

## Phase-Distortion-Synthese
Bei der Phase-Distortion-Synthese wird der Verlauf einer Wellenform durch eine kontrollierte Verzerrung ihrer Phasenlage verändert, um neue Klangspektren zu erzeugen. Das Verfahren wurde Anfang der 1980er Jahre vom Unternehmen Casio entwickelt und ist eine Variante der Wellenform-Klangsynthese.

## Samplebasierte Synthese
Sampling ist ein digitales Verfahren zur Speicherung von Klängen. In der Praxis ist Sound-Sampling als Kombination mit digital und analog vorgenommenen Klangmanipulationen bereits eine eigenständige Klangsynthesetechnik geworden, obwohl es sich vom Prinzip her um die Wiedergabe bereits vorhandener Klänge handelt. Mit zunehmender Speicherkapazität von Rechnern konnten Wellenformen mechanischer Instrumente mit enormem Speicher und deren Ein- und Ausgangsvorgänge in einer Wavetable im Computer gespeichert werden. Durch Manipulation (Filter, Modulatoren u. a.) dieser Werte lassen sich Klänge verändern sowie Effekte (z. B. Hall) hinzufügen. Da einerseits das Hören als analoger Vorgang angesehen werden kann, der Computer auf der anderen Seite eine digitale Maschine ist, müssen bei der Ausgabe die diskreten Zahlen des Computers in glatte (elektrische Spannungs-)Kurven umgewandelt werden, um letztlich per Lautsprecher hörbar gemacht zu werden. Dies geschieht über Digital-Analog-Wandler. Umgekehrt gelangen analoge Schallereignisse in den Computer, wenn Analog-Digital-Wandler eingesetzt werden. In diesem Fall können momentane Amplituden (Hochwerte) einer Schallkurve – ein reiner Ton, über ein Mikrofon aufgenommen und auf dem Bildschirm eines Oszillographen (= Schwingungsschreiber) sichtbar gemacht, ergibt eine Sinuskurve – in kleinen Zeitschritten abgetastet werden, wobei aus der (glatten) Schallkurve eine Treppenkurve entsteht, die umso besser sich dem Original nähert, je mehr Abtastungen in der Zeitspanne stattfinden, je höher also die Abtastrate ist. Setzt sich die Schallkurve aus mehreren Sinuskurven zusammen, wird also ein Klang aufgenommen, so muss nach dem Abtasttheorem von Nyquist und Shannon (1948) die Abtastrate doppelt so hoch angesetzt werden wie die höchste der in der Summe vorkommenden Frequenz (Schwingungszahl f, gemessen in Hertz (Hz)), soll der gespeicherte Klang in all seinen Feinheiten vollkommen aufgezeichnet oder wiedergegeben werden. Wenn z. B. auf einer Compact Disc die Abtastrate (Samplingfrequenz) 44,1 Kilo-Hertz beträgt, dann liegt die höchste (theoretisch) vorkommende Frequenz f bei 22,05 Kilo-Hertz.

## Wavetable-Synthese
Bei der Wavetable-Synthese wird ein Klang durch das Abspielen und dynamische Überblenden zwischen digital gespeicherten Wellenformen (Wavetables) erzeugt.

## Physical Modelling
Wenn ein Instrumentalklang mathematisch analysiert wird, können durch mathematische Vorgaben Klänge entstehen. Wegen sehr hohen Rechenanforderungen hat man nach Ersatzmodellen (Julius O. Smith) gesucht, indem z. B. elektrische Wellenleiter anstelle von Longitudinalwellen in einem Rohr, wie sie in einer schwingenden Pfeife vorkommen, untersucht werden.

## Granularsynthese
Bei der Granularsynthese wird ein Klang aus vielen sehr kurzen Samples („Grains“) zusammengesetzt, die in hoher Dichte abgespielt und in Parametern wie Dauer, Tonhöhe und Position variiert werden. Formen der Granularsynthese sind Glisson-Synthese, Pulsar-Synthese u. a. (Curtis Roads).